# Coupland (Kumbria)
Coupland – przysiółek w Anglii, w Kumbrii, w dystrykcie (unitary authority) Westmorland and Furness. Leży 49 km na południowy wschód od miasta Carlisle i 373 km na północny zachód od Londynu.